# Antennarius maculatus
Poisson-grenouille verruqueux, Poisson-grenouille clown, Poisson-grenouille tacheté
Espèce
Antennarius maculatus, ou communément nommé Poisson-grenouille verruqueux, Poisson-grenouille clown ou Poisson-grenouille tacheté, est une espèce de poissons marins de la famille des Antennaires ou poissons-grenouilles.

## Description

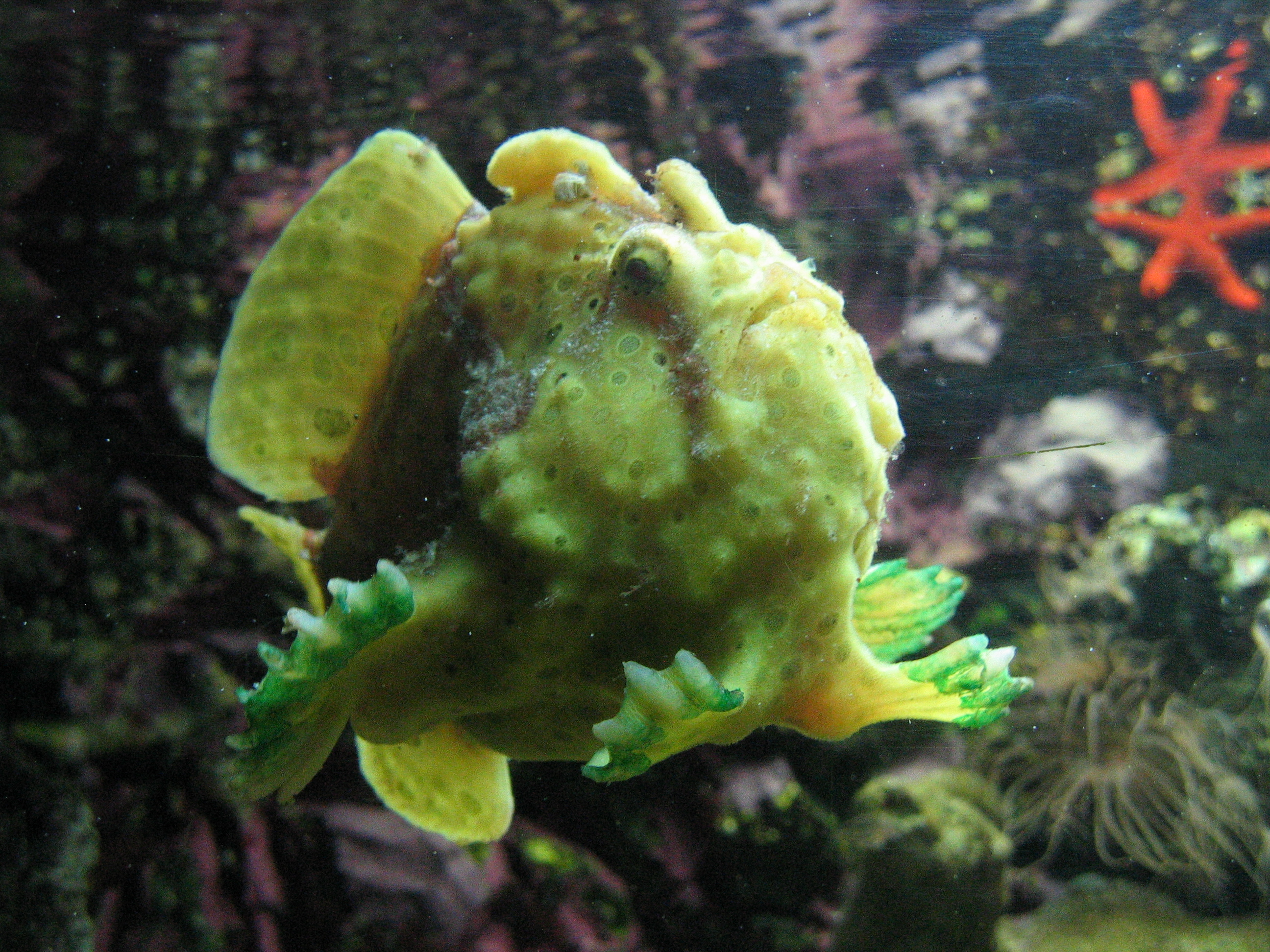
Poisson-grenouille verruqueux, Aquarium tropical de la Porte Dorée, Paris

Antennarius maculatus est un poisson de petite taille pouvant atteindre 15 cm de long. Comme tous les membres de cette famille, il possède un corps globuleux, extensible, à la peau couverte de petites épines et flasque. Cette dernière est recouverte d'une multitude de protubérances ressemblant à des verrues. Sa bouche de grande dimension est prognathe et lui permet d'engloutir des proies aussi grosse que lui. La coloration du corps est extrêmement variable d'un individu à l'autre car elle s'harmonise aux teintes de l'environnement dans lequel il vit. Il a la capacité de changer de teinte en quelques semaines, en moyenne entre 2 et 5 semaines : pendant les épisodes de blanchissement des coraux, certains individus peuvent ainsi devenir parfaitement blancs. Toutefois, les teintes dominantes toute une gamme variée constituée de blanc, de crème, de rose, de jaune, de rouge, de brun jusqu'au noir avec des taches sombres circulaires clairsemées et/ou avec sur la partie dorsale une « selle ». Les individus fortement tachés peuvent être aisément confondus avec son cousin Antennarius pictus. Voici deux points caractéristiques mais pas systématiques qui permettent de les différencier: en général A. maculatus a le bord des nageoires qui sont rouges ou orange et possible départ d'une tache à géométrie variable sur le bord postérieur de l’œil.
La première épine dorsale, dite illicium, est modifiée et sert de « canne à pêche ». Elle est munie à son extrémité d'un leurre caractéristique dont la forme est censée se rapprocher d'un petit poisson de teinte rosâtre à brunâtre semi-transparent. Quant à l'illicium, il est souvent bandé de brun et sa taille correspond approximativement à deux fois la hauteur de la deuxième épine dorsale.  Cette dernière est pratiquement droite et est mobile, la troisième est courbée vers l'arrière du corps, toutes deux sont rattachées à la tête par une fine membrane. Elles sont bien séparées l'une de l'autre ainsi que du reste de la nageoire dorsale.
Les nageoires pectorales sont coudées et aident avec les nageoires pelviennes à la locomotion sur le fond ainsi qu'au maintien stable pour la position d'affût.

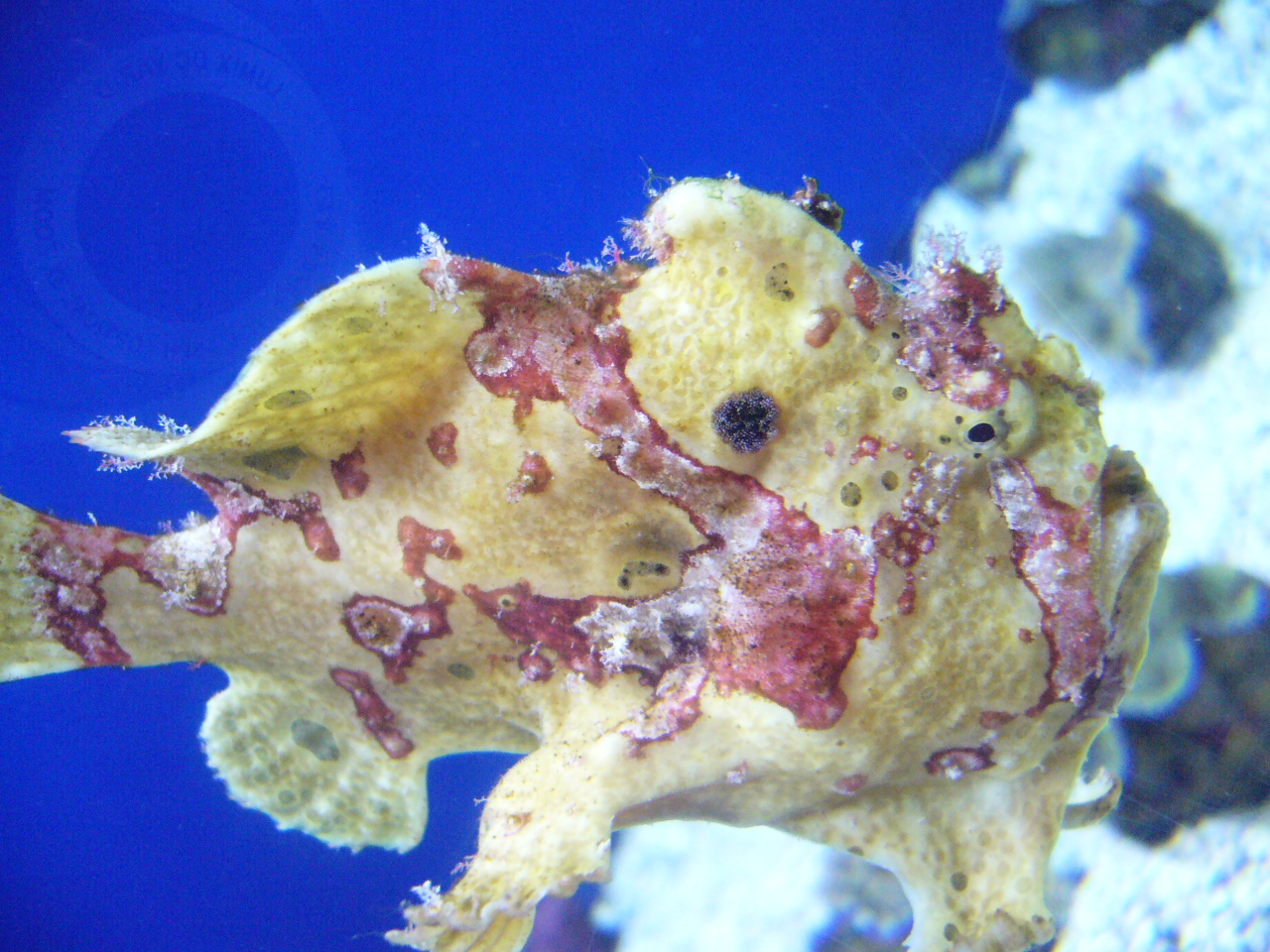
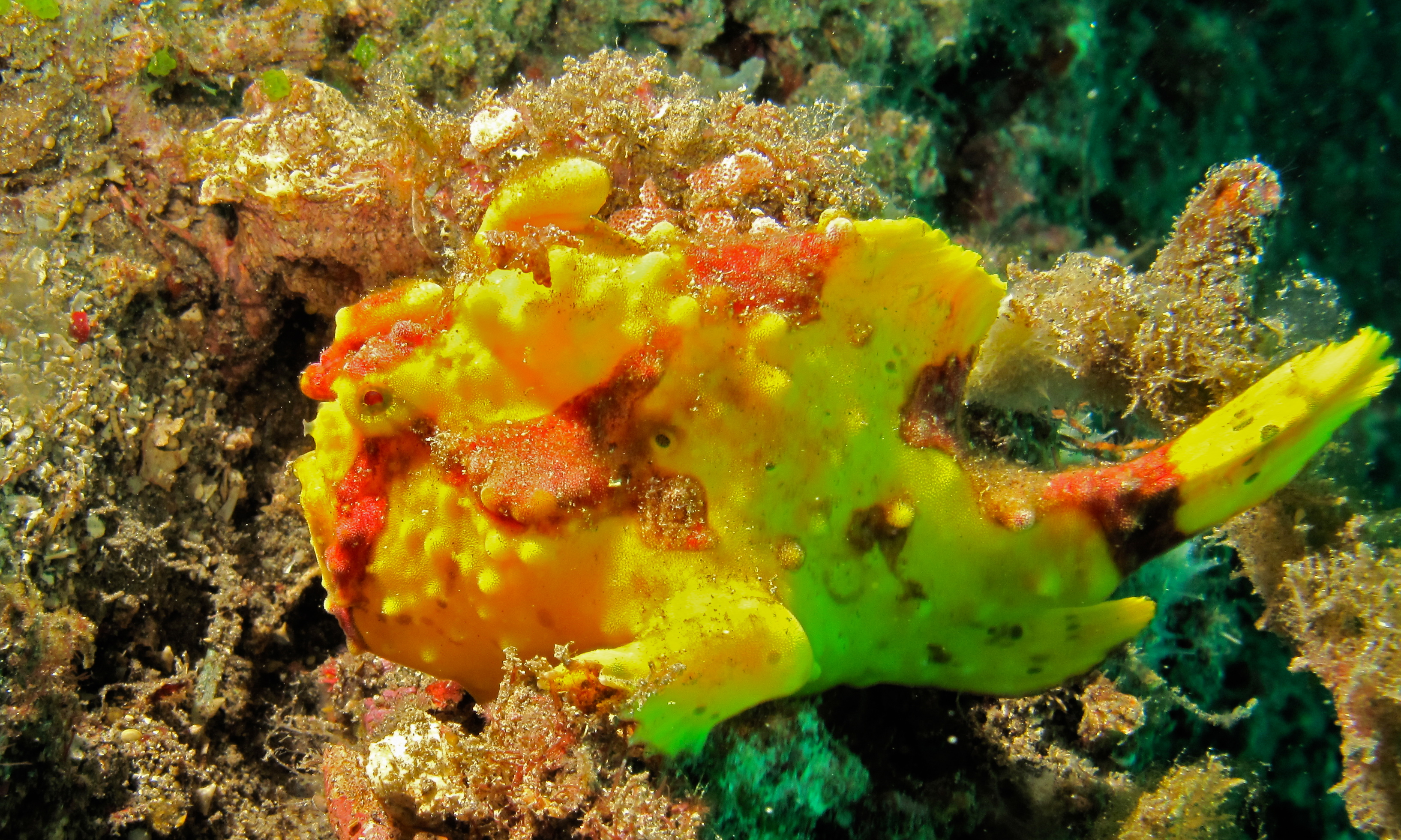
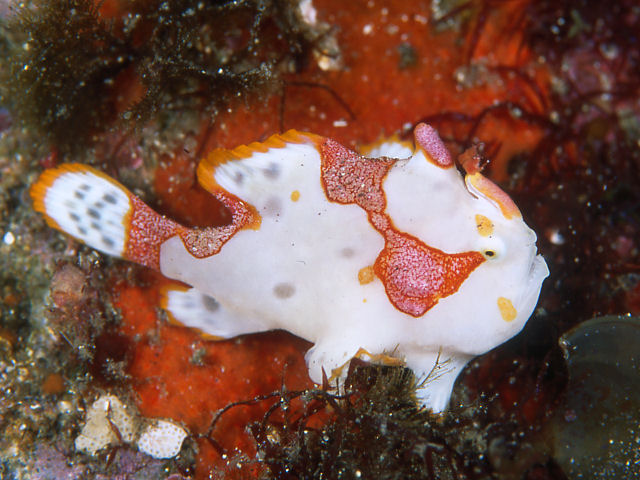
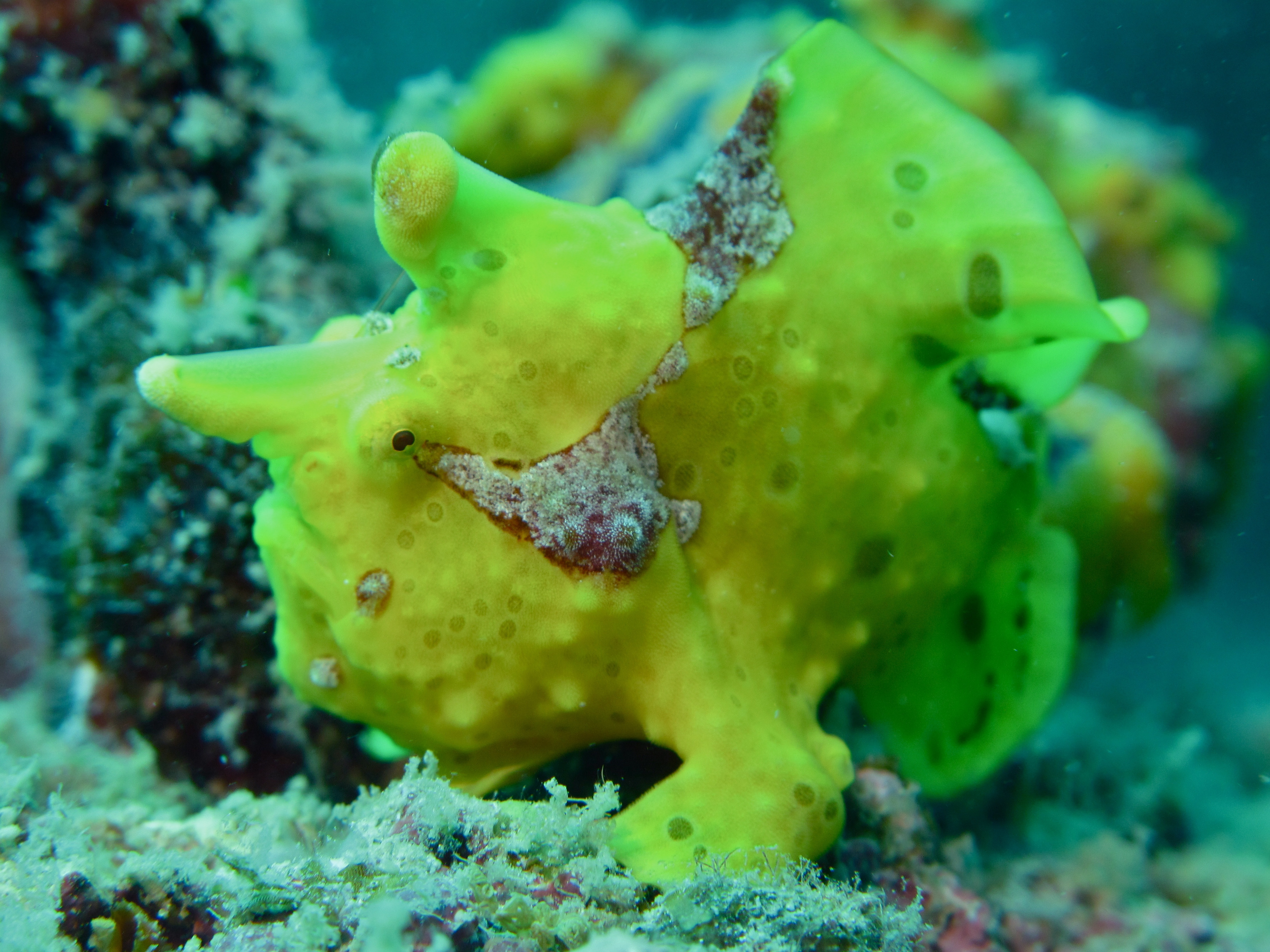

## Distribution
Antennarius maculatus est présent dans les eaux tropicales du centre de l'Océan Indien, à partir de l'Ile Maurice jusqu'à la partie centrale du bassin Indo-Pacifique, soit la région Indo-ouest Pacifique.

## Habitat
Antennarius maculatus fréquente les eaux peu profondes des récifs coralliens et rocheux abrités. Les adultes sont souvent associés aux éponges et ce jusqu'à 20 m de profondeur.

## Alimentation
Comme tous les Antennaires, Antennarius maculatus est un carnivore vorace qui gobe toutes les proies qui passent à sa portée, principalement des poissons et même des congénères. Il attire ses proies en utilisant comme leurre l'antenne qui prolonge sa nageoire dorsale, sorte de filament terminé par un fragment de chair qu'il agite. 

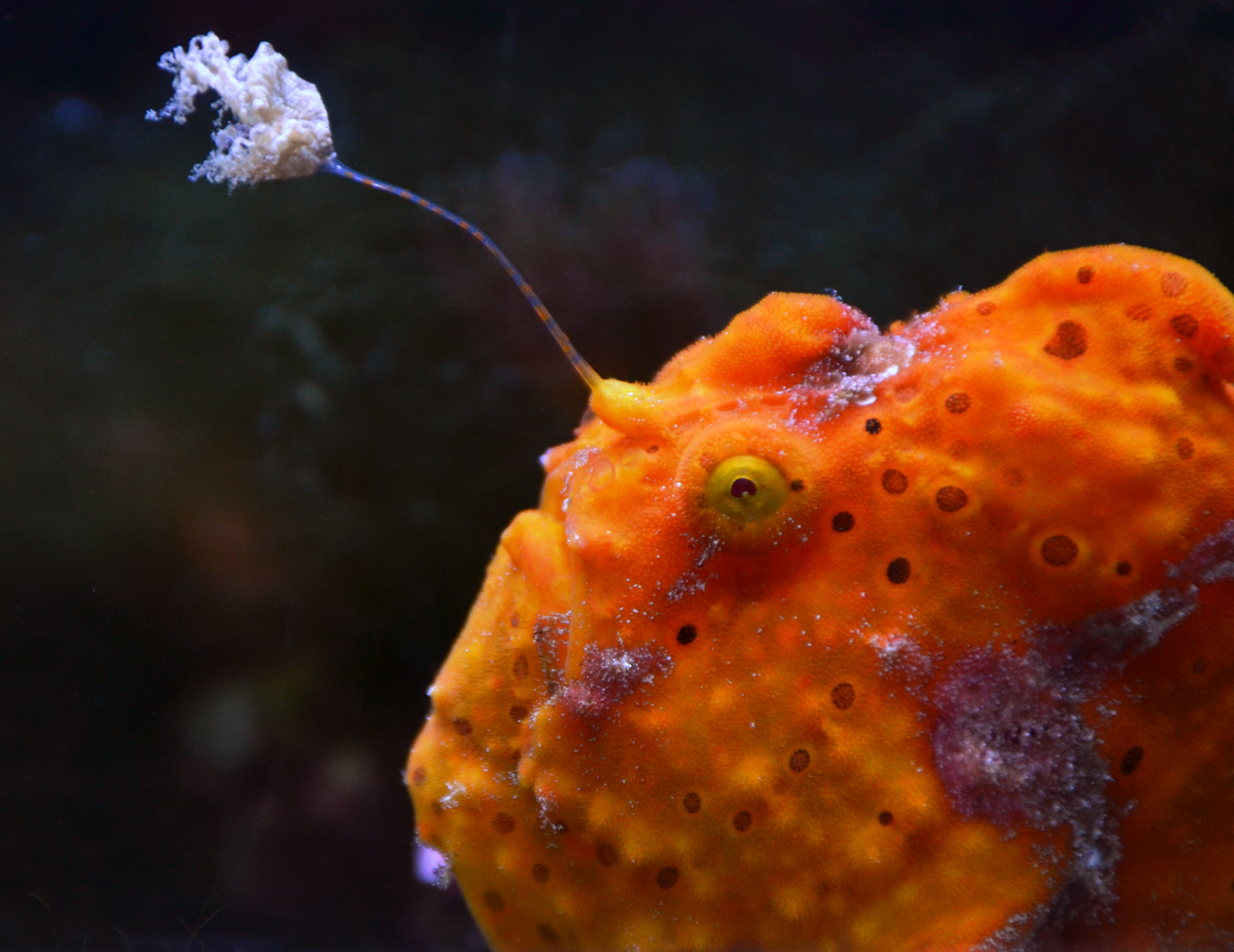
Poisson-grenouille verruqueux agitant son leurre

Ses proies peuvent avoir des tailles proches de la sienne.

## Comportement
Cet Antennaires a, comme beaucoup de ses semblables, un mode de vie benthique et solitaire. Ils se rassemblent en période d'accouplement mais ne se tolèrent plus à la suite de l'acte. Le mâle peut tuer ou manger la femelle si elle demeure à sa proximité.